# Banque agraire à Belgrade
La banque agraire (en serbe cyrillique : Аграрна банка ; en serbe latin : Agrarna banka) est située à Belgrade, la capitale de la Serbie, dans la municipalité urbaine de Stari grad. Construite entre 1932 et 1934, elle est inscrite sur la liste des biens culturels de la Ville de Belgrade.

## Présentation
La banque agraire, située 11 place Nikola Pašić et 3 rue Vlajkovićeva, a été construite entre 1932 et 1934 et constitue l'un des derniers édifices bancaires bâtis à Belgrade dans l'entre-deux-guerres, tous représentatifs de la puissance politique et économique du pays.
L'édifice est conçu comme un immeuble d'affaires située à l'angle de deux rues, doté d'une façade arrondie et d'une entrée monumentale. Il a été dessiné par les frères Petar et Branko Krstić et se présente comme un compromis entre l'académisme et le modernisme. La tripartition de la façade est dynamisée par une série de colonnes ioniques dans la zone du rez-de-chaussée et des corniches soutenant le toit, ce qui souligne l'aspect académique de l'ensemble. En revanche, la conception du bâtiment comme formant un tout et le plan du rez-de-chaussée reflètent l'inclination des architectes vers le fonctionnalisme et le modernisme.